# هوغو إي. جي. هاميلتون
هوغو إي. جي. هاميلتون (بالسويدية: Hugo Hamilton)‏ هو سياسي سويدي، ولد في 21 أغسطس 1849 في السويد، وتوفي في 27 يناير 1928 في السويد. حزبياً، نشط في حزب التجمع المعتدل. وقد انتخب عضو البرلمان السويدي ‏.